# Pygomeles braconnieri
Espèce
Statut de conservation UICN

 LC  : Préoccupation mineure
Pygomeles braconnieri est une espèce de sauriens de la famille des Scincidae.

## Répartition

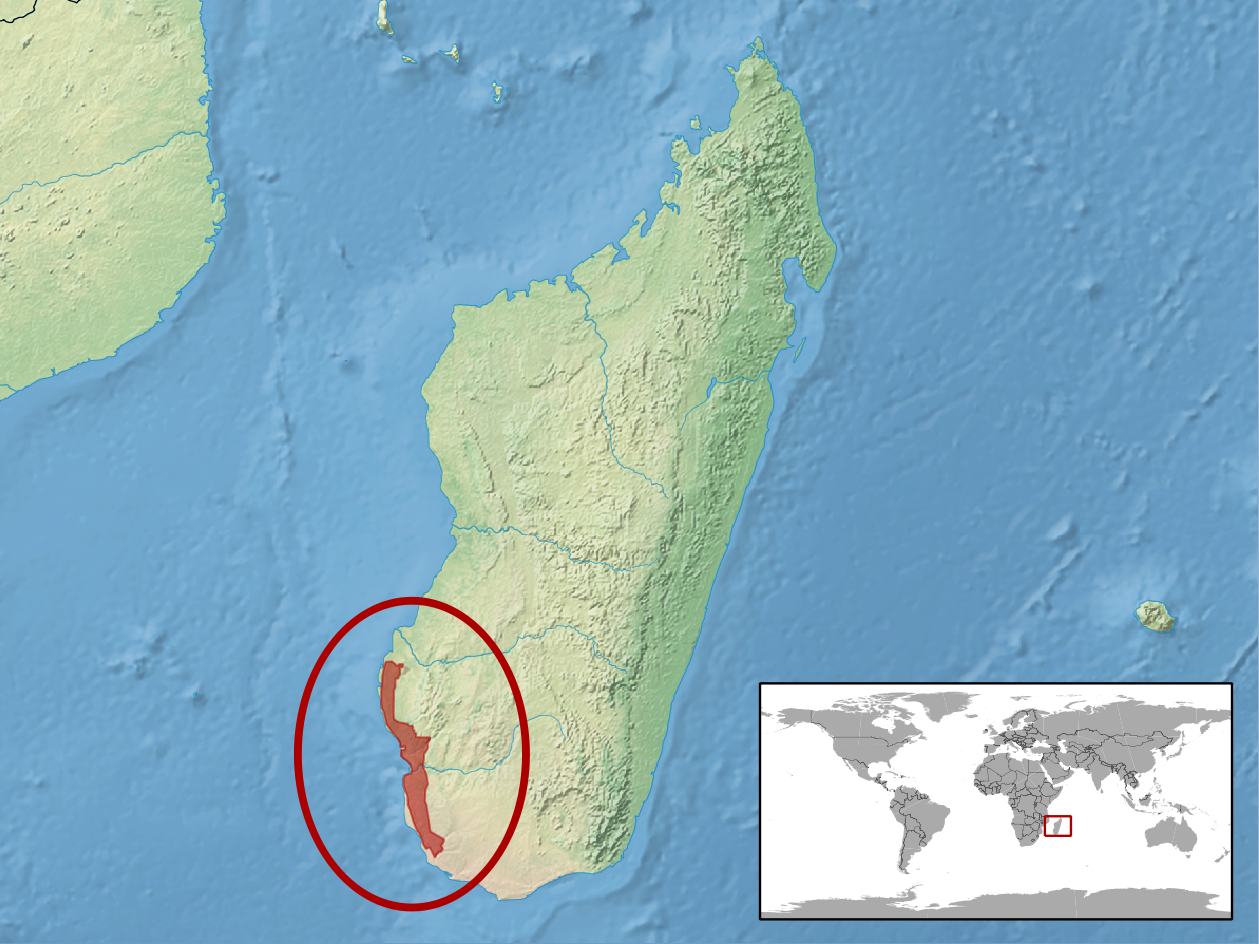
Répartition de l'espèce.

Cette espèce est endémique de Madagascar.

## Étymologie
Cette espèce est nommée en l'honneur de Séraphin Braconnier, herpétologiste au Muséum national d'histoire naturelle.

## Publication originale
- Grandidier, 1867 : Liste des reptiles nouveaux découverts, en 1866, sur la côte sud-ouest de Madagascar. Revue et Magazine de Zoologie (Paris), sér. 2, vol. 19, p. 232-234 (texte intégral).